# 타맘 슈드 사건
타맘 슈드 사건(영어: Tamam Shud Case)은 1948년 12월 1일, 오스트레일리아의 애들레이드에서 발생한 미제 사건이다. 애들레이드의 서머튼 해안에서 영국계로 추정되는 40대 남성이 의문의 방법으로 독살당한 시신으로 발견된 사건으로 2025년 현재 사건 발생 74년이 되도록 해결되지 못한 상태다. 피해자의 바지 주머니에서 페르시아의 시인 오마르 하이얌이 쓴 루바이야트란 시집에서 오려낸 '타맘 슈드(Tamam Shud)'란 구절이 발견되어 이 사건은 타맘 슈드 사건이라고 부른다. 그러나 사건 초기에 언론에서 'Taman Shud'라고 오타를 내는 바람에 '타만 슈드 사건'으로도 알려져 있다.
2022년 8월에 드디어 이 남자의 신원이 독일계 남성인 카를 웹이라고 밝혀졌다.

## 시신 발견
1948년 12월 1일, 오전 6시 30분에 경찰은 오스트레일리아 사우스오스트레일리아 애들레이드 서남쪽 11km(6.8마일) 글레넬그(Glenelg) 인근의 서머튼 파크(Somerton Park) 해변에서 발견된 남성의 시신과 마주했다. 그 남성은 절름발이 육아원(Crippled Children's Home) 맞은 편의 백사장에 누워 있는 채로 발견되었는데 에스플라나드(Esplanade)와 빅포드 테라스(Bickford Terrace) 모퉁이였다. 그는 머리를 방조제에 대고 누워 있었으며 다리는 쭉 펴고 있었고 발은 교차되어 있었다. 이 모습은 남자가 잠을 자는 중에 죽었다고 믿게 했다. 그의 코트 오른쪽 깃에 불을 붙이지 않은 담배가 있었다. 그의 주머니에서는 사용하지 않은 애들레이드에서 헨리 해변으로 가는 2등칸 기차 표, 아마도 사용하지 않은 것으로 보이는 시내에서 출발하는 버스 표, 미국제 빗살이 촘촘한 알루미늄 빗, 반쯤 비어 있는 과일향 껌, 아미 클럽(Army Club) 담배곽과 그 안에 들어 있는 7개비의 켄시타스(Kensitas) 담배, 1/4 정도 남아 있는 브라이언트 & 메이(Bryant & May) 성냥 등이 발견되었다.
11월 30일 저녁에 사망자를 본 증인이 말하기를, 그는 시신이 발견된 절름발이 육아원 근처에 같은 자리에서 죽은 남성과 닮은 사람이 누워 있는 걸 목격했다고 한다. 저녁 7시 쯤에 그를 본 커플들의 증언에 따르면 그들은 죽은 남자가 오른팔을 최대한으로 쭉 뻗었다가 흐느적거리며 팔을 떨어뜨렸다고 한다. 가로등에 불이 들어오는 시간인 7시 30분에서 8시 사이에 그를 본 다른 커플의 말에 따르면 그들은 비록 그의 위치가 바뀐 것 같은 인상은 받았으나 그가 보이는 30분 동안 그의 움직임을 보지 못했다고 했다. 그들은 그들 스스로 그가 모기에 반응하지 않는 것이 이상하다고 이야기를 나눴지만 그들은 아마도 그가 술에 취했거나 잠이 들었기 때문이라 생각하고 더 알아보려 하지 않았다고 했다. 증인 중 한 사람은 경찰에게 해변으로 이어지는 계단 꼭대기에서 잠자고 있던 남자를 봤다고 증언했다. 증인들은 시신이 경찰이 봤을 때 자세와 같은 자세였다고 말했다.
또 다른 증인은 1959년에 나와서 경찰에 신고했는데 그와 다른 3명이 함께 시체가 발견되기 전날 밤에 서머튼 파크 해변을 따라 잘 차려 입은 남자를 다른 남자가 그의 어깨에 메고 옮기는 걸 봤다고 증언했다. 경찰 보고서는 돈 오 도허티(Don O'Doherty) 형사에 의해 작성되었다.
병리학자 존 버튼 클리랜드(John Burton Cleland)에 따르면 죽은 남자는 영국인의 외모를 하고 있으며 나이는 40~45세 정도로 추정되었고 그의 신체 조건은 매우 좋았다고 했다. 그의 신장은 180cm(5피트 11인치)였고 회색 눈을 하고 있었고 연한 적갈색 머리를 하고 있었으며, 관자놀이 주변에 회색이 선명하게 있었고 넓은 어깨와 좁은 허리를 했고 손과 손톱엔 노동을 한 흔적이 없었다. 댄서나 발가락이 뾰족한 부츠를 신은 사람처럼 쐐기 모양으로 된 크고 작은 발가락, 높은 종아리 근육엔 일관되게 정기적으로 부츠나 하이힐을 신는 사람, 발레를 하는 사람들과 같은 특징이 나타났다고 했다. 그는 흰색 와이셔츠, 빨강과 하양, 파란색 넥타이, 갈색 바지와 양말, 구두를 착용했고 갈색으로 짜인 풀오버와 전하는 바에 따르면 미국식으로 재단된 유행하는 회색과 갈색으로 두 줄 단추의 재킷을 착용했다. 그의 옷에 있는 라벨들은 모두 제거되었으며 모자와 지갑도 없었다. 그는 깔끔하게 면도했으며 휴대하고 있는 신분증은 없었는데 경찰은 죽은 남자가 자살을 했다고 믿게 했다. 마지막으로 그의 치과 치료 기록은 어느 알려진 사람과도 일치하지 않았다.
부검이 진행되었는데 병리학자는 사망자의 사망 추정 시각을 12월 1일 새벽 2시로 추정했다. 부검 결과는 다음과 같다.
```
심장은 보통 크기였고 모든 면은 정상이다. 뇌에서 일반적으로 관찰되지 않는 작은 혈관은 울혈로 쉽게 식별할 수 있었다. 인두(咽頭)에 울혈이 있었고 식도엔 표피층의 점막으로 하얗게 덮여 있었고 안에는 궤양 부분이 있었다. 위는 깊게 울혈이 있었다. 
십이지장
의 후반부에 울혈이 있었다. 위에는 피가 음식물과 섞여 있었다. 양 
신장
엔 울혈이 있었고 간에는 혈관에 많은 양의 피가 고여 있었다. 비장은 두드러지게 비대했는데 정상 크기의 3배 정도였다. 간 소엽 중앙부가 파괴된 것이 
현미경
으로 드러났다. 극심한 위염 출혈과 간, 비장에 있는 대량의 울혈 그리고 뇌에도 울혈이 있었다.
```

부검으로 사망자의 마지막 식사는 패스티(Pasty)로 죽기 서너 시간 전에 먹은 것으로 보였는데 몸 속에 있던 다른 이물질을 밝혀내는 검사는 실패했다. 병리학자 드위어 박사는 "나는 사망자가 자연스럽게 죽은 것이 아닐 것이라고 꽤 확신한다. 내가 추측하기로 독극물은 바르비투르나 녹는 수면제일 것이다."고 결론을 내렸다. 비록 독살이 주된 혐의로 남았지만 패스티는 독극물의 원천이라고 믿지 않았다. 그 이외에 검시관은 그 남자의 신원, 사인 또는 그 남자가 11월 30일에 서머튼 해변에서 살아있는 채로 목격된 그 남자와 동일한 인물인지 아닌지 그 당시에 그의 얼굴을 본 사람이 없었는지 결론에 도달하지 못했다. 시신은 1948년 12월 10일에 경찰이 신원을 알아내지 못한 채 방부처리되었다. 경찰은 그러한 조치가 필요했다는 걸 처음 알았다고 했다.

## 여행 가방의 발견
1949년 1월 14일에 애들레이드 기차역 직원이 라벨이 제거된 갈색 여행 가방을 발견했는데 1948년 11월 30일 오전 11시 이후에 역 휴대품 보관소에 맡겨진 것이라고 했다. 그 여행 가방은 해변에서 발견된 그 남자의 소유일 것이라고 믿게 되었다. 가방 안에는 7호 사이즈의 빨간색 체크무늬 가운과 빨간색 슬리퍼 1켤레, 팬티 4장, 파자마, 면도 도구, 바짓단에 모래가 묻은 연갈색 바지 1벌, 전기 기사의 드라이버, 짧고 날카로운 도구로 자른 테이블 나이프, 날카로운 부분이 있는 가위, 칼과 가위의 보호집으로 사용된 것으로 보이는 작은 정사각형의 아연 그리고 화물을 스텐실링 하기 위해 상선의 3등 항해사가 썼던 스텐실 빗이 있었다.
또 여행 가방 안에는 죽은 남자가 착용하고 있던 바지의 호주머니 안감을 수선하는데 사용된 것과 같은 재질의 오스트레일리아에서는 일반적이지 않은 바버 사 브랜드의 오렌지 밀랍을 입힌 스레드 카드가 있었다. 옷의 모든 인식하인들은 제거되어 있었지만 경찰은 넥타이에 'T. Keane'이라 적힌 것을 발견했고 세탁물 가방에 적힌 'Keane', 러닝셔츠에 'Kean'(마지막 e가 없음)이라 적힌 것을 1171/7, 4393/7 그리고 3053/7이란 3개의 드라이클리닝 마크와 함께 발견했다. 경찰은 의류의 태그를 제거한 누군가가 이 3가지 물품을 간과했거나 'Keane'이 죽은 남자의 이름이 아니라는 것을 알고 고의로 의류에 'Keane' 태그를 남겼다고 믿었다.
전시에 배급제도가 집행되었기에 그 당시에 옷을 획득하는 것은 어려웠다. 비록 이름표를 사용하는 것은 매우 일반적인 상황이었지만 이전 소유자의 태그를 제거하기 위해 중고 의류를 구매할 때에도 일반적이었다. 특이한 점은 여행 가방에 여분의 양말은 없었고 비록 경찰이 연필과 사용하지 않은 편지지를 찾았지만 편지는 없었다.
수색 결과 어느 영어 구사 국가에서도 실종된 인물 중에 T. Keane이라는 인물은 없었으며 전국적으로 시판된 드라이클리닝 마크 역시 성과 없음이 입증되었다. 사실상 여행 가방에서 얻을 수 있었던 모든 것은 가방 안에서 발견된 코트의 앞에 덧대는 천과 깃털 바늘 땀이 미국에서 제조되었다는 걸 나타내는 것이었다. 코트는 오스트레일리아에 수입되지 않았던 것인데 이것은 결국 죽은 남자가 미국에 갔다온 적이 있었거나 비슷한 사이즈의 코트를 갖고 있었던 누군가에게서 사들였을 것이란 사실을 나타냈다.
경찰은 도착하는 기차 기록을 점검하고 죽은 남자가 멜버른, 시드니 또는 포트오거스타에서 발차한 야간 기차를 타고 애들레이드 기차역에 도착한 것으로 믿었다. 경찰들은 그가 가까운 시티 배스(그의 시신에선 목욕탕 표가 없었다.)에서 샤워와 면도를 했고 이전에 그는 오전 10시 50분에 헨리 해변으로 가는 기차 표를 구입했으며 기차가 발차하기 전에 돌아왔는데 무슨 이유에서인지 그는 기차를 놓쳤거나 타지 않았다고 추측했다. 그는 기차 역을 떠나기 전에 즉시 그의 여행 가방을 휴대품 보관소에 보관했으며 글레넬그로 가는 시내 버스를 잡아 탔다. 비록 시티 배스는 이름은 그러했지만 공중 목욕 시설은 아니었고 공중 수영장에 가까웠다고 한다. 기차 역의 목욕 시설은 기차 역 휴대품 보관소 인근에 있었는데 역의 노스 테라스 방향 남쪽 출구 인근에 있었다. 시티 배스는 킹 윌리엄 스트리트에 있었는데 좁은 길을 통해 역의 북쪽 출구 건너편이었다. 역의 목욕 시설엔 그가 도착했던 날에 손에 넣을 수 있는 기록이 없었다.

## 조사
죽은 남자에 대한 조사는 검시관 토마스 어스킨 클리랜드(Thomas Erskine Cleland)에 의해 진행되었고 시신이 발견되고 며칠 만에 시작되었지만 1949년 6월 17일까지 중단되었다. 병리학자 클리랜드는 시신을 다시 검사하면서 여러 가지 사실들을 재발견했다. 그는 죽은 남자의 신발이 놀랍도록 깨끗했고 죽은 남자가 분명히 글레넬그를 하루 종일 돌아다닌 것으로 예상되는 상태라기보다는 최근에 구두를 닦은 것으로 보이는 흔적이 나타났다고 언급했다. 그는 독극물에 대한 주된 생리학적 반응인 구토와 경련의 증거가 부족한 것으로 보아 이 증거는 시신이 남자가 죽은 이후에 서머튼 파크 비치로 데려와졌을 가능성이 있다는 이론과 맞물린다고 덧붙였다.
클리랜드는 증인 중 어느 누구도 전날 밤에 본 사람과 다음 날 아침에 발견된 사람이 동일한 사람이라고 긍정적으로 확인한 사람이 없으므로 그 남자가 다른 곳에서 죽었고 서머튼 해변에 버려졌을 가능성이 남아 있다고 주장했다. 그는 모든 증인들이 죽은 남자가 같은 장소에 같은 독특한 자세로 누워 있었으므로 "분명히 같은 사람이다."고 믿었기 때문에 이것은 순전히 추측이라고 강조했다. 그는 또한 죽은 사람이 누구인지 증거를 찾지 못했다.
애들레이드 대학교 생리학 및 약리학 교수 세드릭 스탠턴 힉스(Cedric Stanton Hicks)가 약물 그룹에 증언했는데 그가 '1번'이라고 불렀던 그룹에 있는 약물의 변종과 특히 '2번' 비교적 적은 경구 용량으로도 극도로 유독하며 비록 첫 사례에서 의심이 되었더라도 혹은 식별이 불가능하지는 않더라도 극도로 곤란할 수 있다고 증언했다. 그는 클리랜드에게 Exhibit C.18이라고 기입된 두 약물에 관한 종이를 주었다. 이름은 당시에 그들은 일반인이 약사들에게 구입할 때 어떤 이유를 댈 필요 없이 "꽤 쉽게 얻을 수 있는" 약물이었기 때문에 1980년대까지 대중에 발표되지 않았다.(약물은 나중에 공개적으로 디기탈리스(Digitalis)와 와베인(Ouabain)으로 밝혀졌으며 둘 다 카르데놀라이드 형 강심 배당체이다.) 힉스는 시신에 구토의 증거와 관련된 것이 발견되지 않은 것이 유일한 사실이라고 증언했다. 그리고 그는 구토의 증거가 없는 이유는 알 수 없지만 그것이 없이는 '솔직한 결론'을 만들 수 없다고 진술했다. 힉스는 만약 죽은 남자가 마지막으로 움직이는 것이 목격되고 7시간 이후에 사망이 발생했다면 여전히 감지할 수 없는 많은 양의 약물이 주입되었음을 암시한다고 주장했다. 오후 7시에 증인들에 의해 목격된 움직임은 죽기 직전에 마지막 경련일 수 있다고 증언했다.
조사 초기에 클리랜드는 "나는 그가 독극물로 죽었고 독극물은 아마도 배당체(配糖體)일 것이며 우연히 주입된 것이 아니라고 찾을 준비가 되어 있었다. 하지만 난 그것이 사망자 스스로에 의해 주입된 것인지 다른 사람에 의해 주입된 것인지 말할 수가 없었다."고 증언했다. 이 발견들에도 불구하고 그는 신원 불명의 남자의 사인을 결정하지 못했다. 클리랜드는 시신이 그것의 마지막 안식처로 옮겨졌다면 그 땐 "모든 어려움이 사라질 것이다."고 발언했다.
조사 이후에 그 남자의 머리와 어깨의 석고 모형이 만들어졌다. 그 남자의 신원과 사인을 확정짓는데 실패했기에 수사 당국은 그걸 "비할 데 없는 미스터리"라고 부르고 사인은 아마도 절대 알 수 없을 것이라고 믿게 되었다.

## 오마르 하이얌의 루바이야트와의 연관성
조사가 진행될 때와 같은 시기 즘에 죽은 남자의 바지 주머니 안에 재봉된 시계용 작은 호주머니 안에서 '타맘 슈드(Tamam Shud)'라고 인쇄된 작은 종이가 돌돌 말린 채로 발견되었다. 공공도서관 관계자는 오마르 하이얌(Omar Khayyam)의 루바이야트(Rubaiyat) 마지막 페이지에 있는 '끝' 혹은 '종결'이란 의미를 지닌 문구라고 확인했다. 종이의 왼쪽 부분은 공백이었다. 경찰은 오스트레일리아 와이드(Australia-wide)에 비슷하게 왼쪽 페이지에 공백이 있는 책의 사본을 찾도록 지시했다. 종이 스크랩의 사진이 언론에 공개되었다.

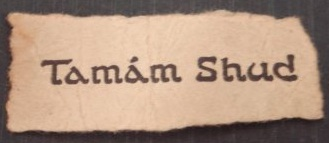
피해자의 바지주머니에서 발견된 타맘 슈드 쪽지

경찰의 공개 호소에 따라 페이지가 찢어졌던 루바이야트의 사본이 발견되었다. 한 남자가 경찰에 뉴질랜드 크리스트처치에 있는 위트컴 & 툼즈(Whitcombe and Tombs) 출판사에 의해 출판된 에드워드 피츠제럴드(Edward FitzGerald)의 1859년판 루바이야트 번역본의 1941년 개정판을 보여주었다. 초기 수사를 담당한 라이오넬 린(Lionel Leane) 경사는 종종 가명을 사용하여 공개 성명에서 증인들의 프라이버시를 보호했다. 린은 책을 찾은 남자를 '로날드 프랜시스(Ronald Francis)'란 가명으로 언급했는데 그는 지금까지 공식적으로 신원이 확인되지 않았다. '프랜시스'는 전 날 신문 기사를 볼 때까지만 해도 그 책이 사건과 연관이 있을 것이라고 전혀 생각하지 않았다고 한다.
책이 발견된 상황에 대해서는 약간의 불확실함이 있다. 한 신문 기사는 책은 시신이 발견되기 1주일 혹은 2주일 전에 발견되었다고 언급했다. 사우스오스트레일리아 경찰서의 전 형사 게리 펠터스(문제를 미제 사건으로 처리했던 사람)는 그 책이 '그 남자가 서머튼 해변에서 발견된 직후'에 발견되었다고 발표했다. 남자가 여행 가방을 기준으로 해변에서 발견되기 하루 전에 애들레이드에 도착했던 것으로 추정되기 때문에 시기가 중요하다. 이 책이 1주일 혹은 2주일 전에 발견되었다면 그것은 그 남자가 이전에 방문했거나 애들레이드에 오래 머물렀을 가능성을 암시한다. 대부분의 설명들은 그 책이 글레넬그 제티 로드(Jetty Road)에 주차되어 있었던 문이 잠기지 않은 차 안에서 발견되었다고 언급했다.
루바이야트의 주제는 인생을 최대한으로 살아야 하며 끝날 때 후회할 일을 하지 말아야 한다는 것이다. 이 시의 주제로 인해 비록 그 이론을 뒷받침할 다른 증거는 없었지만 그 남자가 독극물로 자살했을 것이란 이론을 세웠다. 그 책은 마지막 페이지에 적힌 '타맘 슈드' 단어가 빠져 있었는데 뒷면은 비어 있었고 현미경 검사는 그 종이 조각이 그 책의 페이지에서 찢어진 것으로 나타났다. 또한 책 뒷면에는 대문자로 된 5줄의 텍스트를 나타내는 희미한 들여쓰기가 있었다. 두 번째 줄은 지워져 있었는데 이는 네 번째 줄과의 유사성과 암호의 오류를 나타낼 가능성으로 인한 사실일 것이라고 중요하게 생각되었다. 그 암호문은 다음과 같다.
WRGOABABD

MLIAOI

WTBIMPANETP

MLIABOAIAQC

ITTMTSAMSTGAB

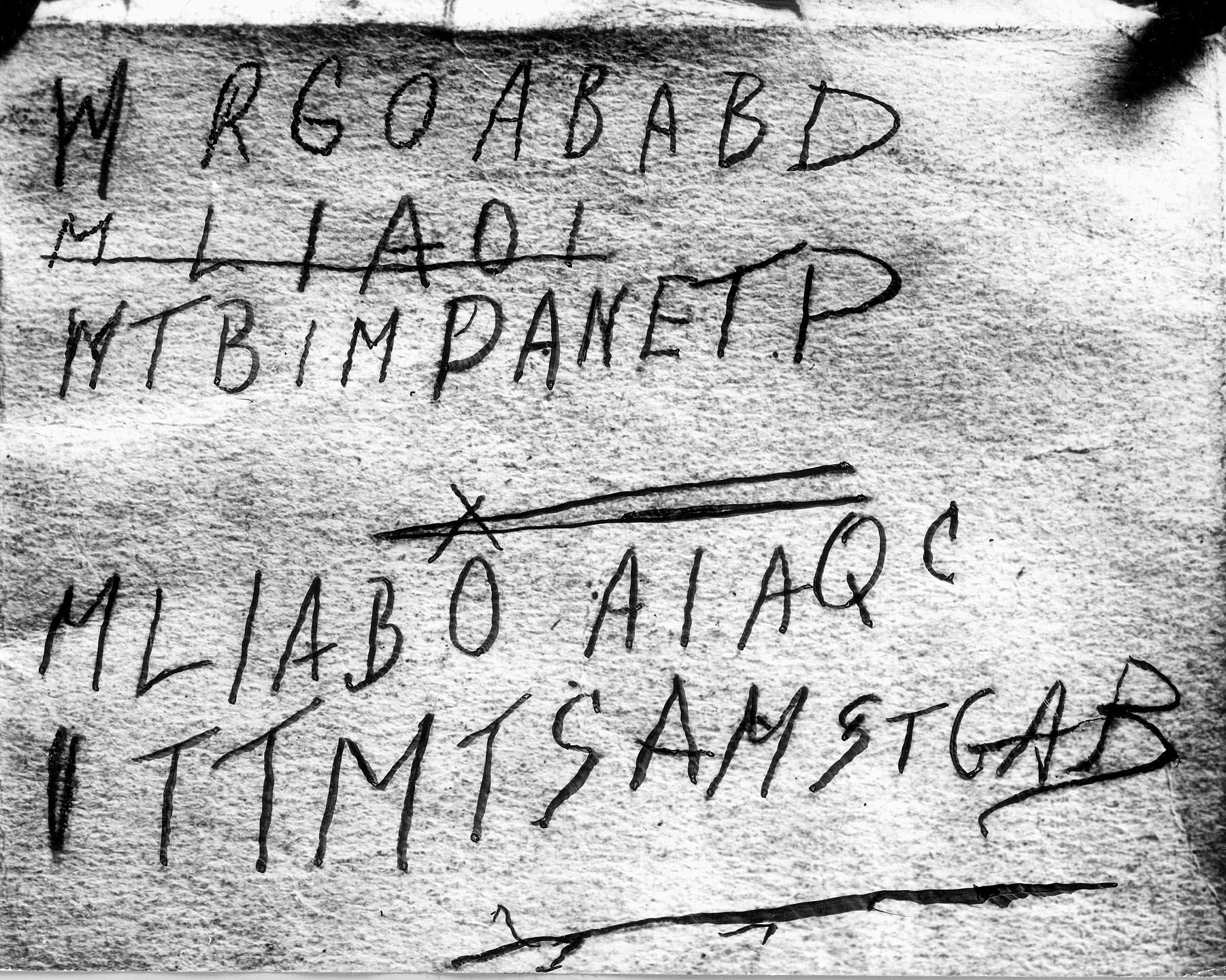
문제의 루바이야트 뒷장에서 발견된 의문의 암호문

책에 적힌 첫 번째 줄의 시작 글자가 'M'인지 'W'인지는 불확실하지만 다른 줄에 적힌 문자 'M'과 비교했을 때 뚜렷한 차이점이 있어서 'W'라고 널리 믿어졌다. 삭제되거나 밑줄이 그어진 줄의 텍스트는 'MLIAOI'라고 읽히는 것으로 나타났다. 비록 이 텍스트 줄의 마지막 글자가 'L'처럼 보이지만 이미지의 정밀 검사로 이것은 'I'와 삭제하는 데 쓰인 줄 혹은 텍스트의 밑줄을 긋는 데 사용된 줄의 연장이라는 것이 분명하게 확인된다. 또한 다른 'L'은 문자의 아랫 부분에 곡선이 있었다. 또한 코드의 마지막 'O' 위에 'X'가 있었는데 이것이 특별한 코드인지 아닌지는 알려지지 않았다. 처음에 글자들은 그것이 암호라는 걸 알아차기 전엔 외국어로 된 단어일 것으로 생각되었다. 그 당시에 암호를 해독하기 위해 암호 해독 전문가가 초빙되었으나 성공하지 못했다. 1978년에 ABC-TV 저널리스트 스튜어트 리틀모어(Stuart Littlemore)의 요청에 따라 국방부 암호 사용자가 손으로 작성된 텍스트를 분석했다. 암호 사용자는 '만족스러운 답변'을 제공하는 것이 불가능할 것이라고 발표했는데 텍스트가 암호화된 메시지라면 그것의 간결성은 명확한 의미를 추출할 수 있는 '불충분한 기호'를 가졌다는 것을 의미하고 텍스트는 '불안한 심리'의 '의미없는' 산물일 것이라고 했다.
또 책 뒷면에 전화번호가 발견되었는데, 시신이 발견된 장소에서 북쪽으로 약 400m(1,300피트) 지점에 있는 글레넬그의 모슬리 스트리트(Moseley St,)에 사는 제시카 엘렌 '조' 톰슨(Jessica Ellen "Jo" Thomson, 1921~2007) - 출생 당시 이름은 제시카 하크니스(Jessie Harkness)로 시드니 근교의 뉴사우스웨일스주 매릭빌(Marrickville)에서 태어났다. - 이란 이름의 간호사의 것이었다. 톰슨은 경찰과 인터뷰를 할 때 자신이 죽은 남자가 누구인지 왜 그가 자신의 전화번호를 가지고 있는지 모르며 그가 죽은 날 밤에 교외를 방문하기로 했었다고 증언했다. 그러나 그녀는 또한 1948년 후반 어느 때에 신원 불명의 남자가 그녀를 방문하려 시도했고 옆집 이웃에게 그녀에 대해 물었다고 밝혔다. 2002년에 톰슨을 인터뷰했던 게리 펠터스는 사건에 관한 그의 책에서 그녀가 얼버무리거나 사건에 대해 이야기하는 걸 원하지 않는다는 사실을 발견했다고 진술했다. 펠터스는 톰슨이 서머튼 남성의 신원을 알고 있다고 믿었다. 톰슨의 딸 케이트 또한 2014년에 호주의 방송국인 채널 나인에서 방영하는 <60분>이란 프로그램에서 진행한 텔레비전 인터뷰에서 자신의 어머니가 죽은 남자가 누구인지 안다고 했다고 진술했다. 1949년에 제시카 톰슨은 경찰에 사건과 연관이 있으면 자신의 평판에 해가 될 수 있기 때문이라며 자신의 이름의 영구적인 기록을 유지하거나 혹은 제 3자에게 자신의 세부 사항이 드러나지 않게 해줄 것을 요청했다. 경찰은 동의했는데 이 결정은 이후의 수사를 방해했다. 뉴스, 책 그 외 다른 사건에 관한 논고에선 톰슨은 종종 별명인 '제스틴(Jestyn)'을 포함해 '테레사 존슨 니 파월(Teresa Johnson née Powell)' 같은 다양한 가명으로 언급되었다. 게리 펠터스는 2010년에 톰슨의 가족으로부터 그녀의 이름과 남편 프로스퍼 톰슨(Prosper Thomson)의 이름을 공개해도 된다는 허가를 받았다고 주장했다. 그럼에도 불구하고 펠터스는 그의 책에서 가명들을 사용했다. 펠터스는 또한 그녀의 가족이 톰슨과 사건의 연관성을 몰랐기에 그는 그녀의 신원이나 그것이 드러날 수 있는 사실들을 공개하지 않기로 동의했다고 진술했다. 톰슨의 실제 이름은 암호 해독 키가 될 가능성이 있기 때문에 중요하다고 간주되었다.
그녀가 DS 린(DS Leane)에 의해 죽은 남자의 석고 모형 흉상을 봤을 때 톰슨은 그 사람의 신원을 모른다고 말했다. 린에 따르면 그는 흉상을 봤을 때 그녀의 반응이 "그녀가 곧 기절할 것처럼 보일 정도로 완전히 깜짝 놀랐다."고 설명했다. 많은 해가 지난 후 폴 로슨(Paul Lawson) - 톰슨이 봤던 석고 흉상을 만든 기술자 - 과의 인터뷰에서 흉상을 본 직후 그녀는 즉시 눈길을 돌렸고 다시 보려고 하지 않았다고 진술했다.
톰슨은 제2차 세계대전 동안에 로열 노스 쇼어 병원(Royal North Shore Hospital)에서 근무했다고 말했으며 루바이야트 사본을 소유하고 있었다. 1945년에 시드니의 클리프턴 가든스 호텔(Clifton Gardens Hotel)에서 그녀는 그 당시 왕립 호주 공병대의 수상 운송 부서에서 복무 중이던 오스트레일리아 육군 중위 알프레드 복살(Alfred Boxall)에게 주었다고 했다. 톰슨은 경찰에게 전쟁이 끝난 후에 그녀는 멜버른으로 이주했고 결혼했다고 말했다. 그녀는 복살에게서 편지를 받아왔고 답장을 해왔으며 그에게 자신이 지금 결혼했다고 말했다고 했다. (차후 조사에서 그녀의 미래 남편 프로스퍼 톰슨(Prosper Thomson)은 1949년에 그의 첫 번째 아내와 이혼하는 과정에 있었고 1950년대 중반까지 그는 제시카와 결혼하지 않았다고 한다.) 복살이 1945년 이후에 제시카 톰슨과 접촉했다는 증거는 없었다.
톰슨과의 대화 결과 경찰은 알프레드 복살이 죽은 남자일 것이라고 추측했다. 그러나 1949년 7월에 알프레드 복살은 시드니에서 발견되었고 그의 루바이야트 사본(전하는 바에 따르면 시드니에서 출판된 1924년 개정판이라고 한다.) 마지막 페이지는 온전했으며 '타맘 슈드' 단어 역시 그 자리에 여전히 있었다. 복살은 지금 랜드위크 버스 터미널(전쟁 전에 그가 근무했던 곳) 유지 부서에서 일하고 있었으며 죽은 남성과 자신 사이의 어떠한 연관성도 알지 못했다. 복살에게 준 루바이야트 사본 앞면에 제시카 하크니스는 'JEstyn'이라고 서명하고 70절을 작성했다. :

Indeed, indeed, Repentance oft before

I swore—but was I sober when I swore?

And then and then came Spring, and Rose-in-hand

My thread-bare Penitence a-pieces tore.

## 스파이 가설
그의 죽음에 관한 상황과 역사적 맥락으로 인해 죽은 남자가 스파이였다는 추측이 계속되고 있다. 적어도 애들레이드와 비교적 가까운 두 곳인 라듐 힐(Radium Hill) 우라늄 광산과 영국과 오스트레일리아의 군사 연구 시설인 우메라 테스트 레인지(Woomera Test Range)가 스파이들의 흥미를 끌었다. 그 남자의 죽음은 또한 오스트레일리아의 보안기관 재조직과 동시에 일어났으며 다음 해에 오스트레일리아 안보 정보 기구(ASIO)가 이듬 해에 창설되면서 막을 내렸다. 이것은 오스트레일리아에서 소련의 간첩 행위에 대한 엄중 단속이 뒤따를 것이라는 것이며, 이는 베노나 프로젝트 하 소련의 통신수단 차단으로 드러났다.
다른 가설은 제2차 세계대전 중과 직후에 정보 직무에 관여했다는 알프레드 복살에 관한 것이다. 1978년에 있었던 텔레비전 인터뷰에서 스튜어트 리틀모어(Stuart Littlemore)는 "복살 씨, 당신은 젊은 여성 [제시카 하크니스]를 만나기 전에 정보부대에서 복무하고 있었습니다. 그렇지 않습니까? 그녀에게 그 사실에 대해 모두 말했습니까?"라고 물었고 복살은 "아니오."라고 대답했다. 그리고 하크니스가 알게 되었는지 아닌지 물었을 때 복살은 "다른 사람이 그녀에게 말하지 않는 한...."이라고 대답했다. 리틀모어가 인터뷰에서 애들레이드에서 죽은 남자가 간첩 행위와 관련이 있지 않겠느냐고 넌지시 말하자 복살은 "그건 꽤 멜로 드라마 같은 논지죠. 그렇지 않소?"라고 대답했다. 복살의 육군 복무 기록은 북부 오스트레일리아 관측부대(NAOU) - 특수 작전 부대 - 에 재입대하기 전 그가 초기에 수상 운송 4중대에서 복무했음을 시사했으며, NAOU에서 복무하는 동안 복살은 계급이 급격히 진급했으며 3개월 이내에 일병에서 중위로 진급했다.

## 조사 이후
1949년에 신원 불명 남성의 시신은 애들레이드의 웨스트 테라스 묘지(West Terrace Cemetery)에 매장되었는데 구세군이 서비스를 수행하는 곳이었다. 남부 호주 그랜드스탠드 마권업자 협회(South Australian Grandstand Bookmakers Association)에서 남자를 빈민의 장례식에서 구하기 위해 장례 서비스를 위한 비용을 지불하였다.
매장되고 몇 년 후에 무덤 위에 꽃이 나타나기 시작했다. 경찰은 묘지를 떠난 것으로 보이는 여성을 심문했지만 그녀는 자신은 그 남자에 대해 모른다고 주장했다. 같은 시기 즘에 애들레이드 기차역 맞은 편 스트라트모어 호텔(Strathmore Hotel) 접수 담당자 이나 하비(Ina Harvey)는 수상한 남자가 사망 당시 며칠 동안 21호실과 23호실에 머물렀고 1948년 11월 30일에 체크아웃을 했다고 밝혔다. 그녀는 그가 영어를 구사했으며 음악가나 의사가 들고 다니는 것과는 다른 작은 검정 가방 하나만 들고 있었다는 걸 기억해냈다. 한 직원이 가방 내부를 봤을 때 그는 하비에게 자신이 '바늘'처럼 보이는 물건을 가방 안에서 발견했다고 말했다고 한다. 1959년 11월 22일에 뉴질랜드의 황거누이(Whanganui) 교도소 수감자 중 한 명인 E.B. 콜린스(E.B. Collins)는 자신이 사망자의 신원을 안다고 주장했다고 알려졌다.
암호가 발견된 이후 70년 동안 군대와 해군의 정보부, 수학자들과 아마추어 암호 해독가들을 포함해 책의 뒷면에서 발견된 글자를 해독하려는 수많은 실패한 시도가 있었다. 2004년에 전직 형사 게리 펠터스는 <선데이 메일(Sunday Mail)> 기사에 마지막 줄 'ITTMTSAMSTGAB'은 'It's Time To Move To South Australia Moseley Street...(사우스오스트레일리아주 모슬리 스트리트로 갈 시간이다....)'의 이니셜을 상징할 수 있음을 제시했다. 컴퓨터 언어학자 존 레링(John Rehling)에 의한 2014년 조사에선 글자가 일부 영어 텍스트의 이니셜로 구성되었을 것이란 가설을 적극적으로 지지했지만 대규모 문헌 조사에서 이들과 일치하지 않는 것으로 나타났으며, 해당 글자가 속기 형태처럼 작성되었을 것이란 결론을 내렸고, 암호는 아니며, 원문은 아마도 영영 확정될 수 없을 것이라고 했다.

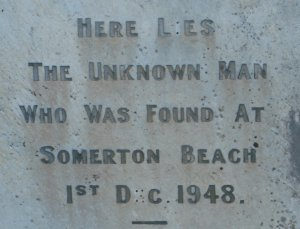
애들레이드 웨스트 테라스 묘지에 조성된 사망자의 묘비

1978년 ABC-TV에서 방영된 다큐멘터리 시리즈 <인사이드 스토리(Inside Story)>는 '서머튼 해변의 미스터리(The Somerton Beach Mystery)'란 제목으로 타맘 슈드 케이스에 관한 프로그램을 제작했는데 리포터 스튜어트 리틀모어는 사건을 조사하면서 새로운 정보를 추가할 수 없는 알프레드 복살과 시신의 석고 흉상을 제작했고 누가 시신을 분명히 확인했는지에 관한 질문에 대답을 거부했던 폴 로슨과의 인터뷰를 포함했다.
1994년에 빅토리아주 대법원장 겸 빅토리아주 법의학 연구소장 존 하버 필립스(John Harber Phillips)는 사인을 파악하기 위해 사건을 재검토하고 "디기탈리스라는 데는 의심할 여지가 없다."고 결론을 내렸다. 필립스는 장기가 부풀어오른 것, 디지탈리스, 자연 질병의 증거 부족 등을 지적하고 "육안으로 보이는 죽음을 설명할 수 있는 것이 어느 것도 없다."고 말하며 그의 결론에 힘을 실었다.
1940년대에 사건 조사를 했던 렌 브라운(Len Brown) 전 사우스오스트레일리아주 총경은 그 남자가 경찰이 그 남자의 신원을 확인하기 불가능한 바르샤바 조약기구에 속한 나라 출신일 것이라고 믿는다고 진술했다.
사우스오스트레일리아주 경찰 역사 협회는 그 남자의 머리카락이 포함된 석고 흉상을 보유하고 있다. 시신의 신원을 방해하려는 다른 추가 시도는 방부처리된 포름알데히드로 인해 그 남자의 DNA가 많이 파괴되어 방해를 받아왔다. 1986년에 파괴된 갈색 여행가방과 같은 다른 열쇠가 될 증거는 더 이상 존재하지 않는다. 추가로 증인들의 진술서 또한 수년 간 경찰 서류에서 사라져갔다.

## 신원 조사
수 년에 걸쳐 다수의 신원일 가능성이 있는 사람들이 제시되었다. 애들레이드 지역 신문인 <디 애드버타이저(The Advertiser)>는 시신의 발견을 보도하며 사망자의 신원에 대해 페이넴(Payneham)의 아서 스트리트(Arthur St)에 사는 대략 45세의 E.C 존슨(E.C. Johnson)이라고 보도했다. 다음 날인 1948년 12월 3일에 E.C 존슨은 경찰서에서 본인 스스로 신원을 증명했다. 같은 날 다른 애들레이드 지역 신문인 <더 뉴스(The News)>는 앞 페이지에 죽은 남자의 사진을 게재하고, 그의 신원에 대해 대중들의 추가적인 전화를 받았다. 12월 4일까지 경찰은 그 남자의 지문이 사우스오스트레일리아주 경찰서 기록에 없다는 사실을 발표하며 더 먼 곳에서 볼 수 있도록 했다. 12월 5일에 <디 애드버타이저>는 한 남자가 11월 13일에 글레넬그에 위치한 호텔에서 죽은 남성과 닮은 사람과 함께 술을 마셨다고 주장한 이후 경찰이 병적(兵積)을 검토 중이라고 보도했다. 그들이 술을 마시는 동안에 미스터리한 남성은 아마도 '솔로몬슨(Solomonson)'이란 이름이 적힌 군인 연금 카드를 보여주었다고 한다.
1949년 1월 초에 두 사람이 시신이 63세의 전 벌목공 로버트 월시(Robert Walsh)라고 확인했다. 세 번째 사람인 제임스 맥(James Mack) 또한 시신을 보고 처음엔 그 사람이 누구인지 확인하지 못했으나, 1시간 후에 그는 경찰과 접촉하여 그 시신은 로버트 월시라고 주장했다. 맥은 그가 봤을 때 머리색의 차이를 확인하지 못했기 때문이었다고 진술했다. 월시는 퀸즐랜드에서 양을 사기 위해 몇 달 전에 애들레이드를 떠났으나 계획대로 크리스마스에 돌아오는 데 실패했다. 그러나 경찰은 로버트 월시로 보기엔 죽은 남자보다 너무 늙었다며 회의적인 반응을 보였다. 그러면서도 경찰은 비록 죽은 남성의 손은 적어도 18개월 이상 벌목을 하지 않았음을 나타내었지만 그의 신체는 벌목을 했었음을 나타내는 흔적이 일관되게 있었다고 설명했다. 확실한 신원 확인으로 생각되었던 것들이 불식되었는데 이전에 시신을 확실하게 로버트 월시라고 신원을 확인했던 사람 중 한 명인 엘리자베스 톰슨(Elizabeth Thompson)은 두 번째로 시신을 본 후에 시신에 특정한 상처가 없었고 게다가 죽은 남자와 월시의 다리 길이가 다르다는 걸 확인하며 시신이 로버트 월시가 아니라는 걸 깨닫고 과거의 진술을 철회했다.
1949년 2월 초까지 죽은 사람이 그들의 친구라고 주장했던 2명의 다윈 출신 남성과 실종된 역무원으로 생각된다는 다른 사람, 증기선 노동자 혹은 스웨덴인이라는 둥 8개의 다른 시신의 확실한 신원확인이 있었다. 빅토리아주에서 온 형사들은 초기에 멜버른에서 쓰는 몇몇 드라이클리닝 세탁소에서 쓰는 세탁 마크와 유사성 때문에 그 남자가 멜버른 출신일 것이라고 믿었다. 빅토리아주에서 그 남자의 사진이 발표된 이후 28명이나 되는 사람들이 그의 신원을 안다고 주장했다. 그러나 빅토리아주 경찰들은 모든 주장들을 기각하고 '다른 조사' 결과 그가 빅토리아주 출신일 가능성이 낮다고 말했다. SS 사이클 소속의 선원 토미 리드(Tommy Reade)가 배가 입항할 당시엔 죽은 남자일 것으로 생각되었으나 이후에 그의 동료 선원들이 영안실에서 시신을 보고는 단호하게 시신은 리드가 아니라고 증언했다. 1953년까지 경찰은 그들이 최근까지 죽은 남자를 안다거나 만난 적이 있었다고 주장하는 대중들로부터 시신의 신원에 관한 251번째 해결책을 받았다고 발표했다. 하지만 그들은 '가치 있는 유일한 단서'는 그 남자가 입고 있던 의류에 남아 있다고 말했다.
2011년 애들레이드의 여성이 그녀의 아버지 유품에서 발견된 호레이스 찰스 레이놀드(Horace Charles Reynolds)의 신분증에 관해 생물학 인류학자 마세즈 하넨베르크(Maciej Henneberg)와 접촉했다. 그 신분증은 미국에서 제1차 세계대전 동안에 미국 해군에 복무했던 외국인 출신 수병에게 발행된 것이었는데 2011년 10월에 신분증 사진과 서머튼 남성을 비교하기 위해 하넨베르크에게 넘겨졌다. 하넨베르크는 코, 입술과 눈 등에서 나타난 특징에서 해부학상 유사성을 발견한 데 반해 그는 귀의 유사성만큼 신뢰할 수 있는 것이 없었다고 생각했다. 두 남자의 귀 형태는 아주 좋은 일치성을 공유하고 있었으나 하넨베르크는 또한 그가 '특별한 식별자'라 부르는 두 사진에서 똑같은 위치에 똑같은 형태로 뺨 위에 점이 있는 것을 발견했다. "귀의 특징, 이 점의 유사성과 함께 과학 수사 사례에서 내게 서머튼 남자의 긍정적인 확인을 할 귀한 증언을 하게 허락했다."
58757이란 번호가 붙은 ID 카드는 1918년 2월 28일에 미국에서 H.C 레이놀드에게 발급되었는데 그의 국적은 '영국인'이었고 나이는 18세였다. 미국 국립 보존 기록관, 영국 국립 보존 기록관과 호주의 전쟁 기념 연구 센터에서 수행한 검색은 H.C 레이놀드와 관련된 어떤 기록을 찾는데 실패했다고 한다. 사우스오스트레일리아주 경찰서 중범죄 부서는 새로운 정보에 수사를 할 것이라고 밝혔다. 이렇게 H.C 레이놀드는 흡사한 외모, 동일한 신체적 특성과 비슷한 연령대 등으로 인해 서머튼 해변의 남성으로 유력하게 거론되었으나 최근에 1953년 5월 18일에 사망했다는 사망 진단서가 발견되면서 결국 최종적으로 두 사람은 다른 사람이라고 결론이 났다.

## 애벗 교수의 조사
2009년 3월에 데렉 애벗(Derek Abbott) 교수가 이끈 애들레이드 대학교 연구팀은 암호 해독과 DNA 테스트를 위해 시체 발굴을 제안하며 사건 해결 시도를 시작했다. 그의 조사는 경찰이 내린 사건의 추정에 관한 질문을 이끌어왔다. 애벗은 또한 실의 방수처리 시기와 포장재의 변화를 찾기 위해 바버사를 추적했다. 이것은 그것이 어느 나라에서 구매되었는지의 단서를 제공할 수 있다.
암호의 해독은 처음부터 시작되었다. 글자 빈도가 무작위로 작성된 글자들과 상당히 다른 것으로 확인되었다; 빈도는 작성자의 알코올 농도가 무작위 분배를 변화할 수 있는지 아닌지 추가로 검사를 받았다. 암호의 형식도 또한 루바이야트의 4행시 형식을 따르는 것으로 나타났으며, 암호는 1회용 암호표 암호화 알고리즘이라는 가설에 힘을 실어준다. 루바이야트의 사본에 더해 탈무드와 성경도 문자 빈도에 대한 통계적 베이스를 얻기 위해 컴퓨터를 사용하는 암호와 비교되었다. 그러나 암호의 짧은 길이는 수사관이 사용한 책의 정확한 판본을 요구할 수 있다. 1950년대에 원본을 잃어버리면서 연구가들은 피츠제럴드의 판본을 찾는데 실패했다.
조사에 따르면 서머튼 남성의 검시 보고서가 1948년~1949년 사이에 분실되었음과 바 스미스 도서관(Barr Smith Library)의 클리랜드의 기록 모음도 사건에 대한 어느 것도 포함되어 있지 않음을 보였다. 애들레이드 대학교의 해부학 교수 마세즈 하넨베르크는 서머튼 남성의 귀 이미지를 검사하여 그의 윗 귓구멍이 아래 귓구멍보다 더 크다는 걸 발견했는데 이러한 특징은 백인들 중에서 겨우 1~2% 정도에서만 나타난다고 한다. 2009년 5월에 애벗 교수는 서머튼 남성이 양 측절치 결손이 있는데, 이 특징은 일반 대중의 겨우 2%에서만 나타난다고 결론을 내렸던 치과 전문가들과 상의하였다. 2010년 6월에 애벗 교수는 서머튼 해변의 남성과 같이 윗 귓구멍이 아래 귓구멍보다 더 클 뿐 아니라 치아 결핍까지 똑같은 특징을 명확하게 보이고 있는 제시카 톰슨의 장남 로빈의 사진을 입수하였다. 이것이 우연의 일치일 가능성은 1,000만 분의 1에서 2,000만 분의 1 정도로 추정된다고 한다.
언론은 1948년 당시에 16개월이었고 2009년에 사망한 로빈 톰슨이 아마도 알프레드 복살 혹은 서머튼 남성의 아들이었고 프로스퍼 톰슨의 아들인 양 행세하며 자랐을 가능성을 제시했다. DNA 테스트는 확인하거나 이 추측을 제거할 수 있다. 애벗 교수는 시신 발굴과 상염색체의 DNA 테스트는 남성의 신원을 밝힐 실마리가 드러남에 따라 서머튼 남성의 성씨가 무엇인지 연결할 수 있는 '퍼즐의 마지막 조각'이 될 것이라 생각했다. 그러나 2011년 10월에 존 라우(John Rau) 법무장관은 "대중적 호기심이나 광범위한 과학적 흥미를 넘어 공익적인 이유가 필요하다."고 말하며 시신 발굴 허가를 거부했다. 펠터스는 "나는 '그 기간 동안 수많은 전범들이 그들의 이름을 바꾸고 다른 나라들로 갔기' 때문에 그 남자가 자신의 잃어버린 친척이라고 믿고 있지만 시신 발굴과 그 남자의 가족 분류가 친척들에게 답을 제공할 것이라고는 믿지 않는 유럽에 사는 남자와 여전히 접촉하고 있다."고 말했다.
2013년 7월에 애벗 교수는 마침내 서머튼 남성의 신원 확인을 이끌어낼 것으로 믿는 예술적인 인물화를 발표했다. 애벗 교수는 "지금까지 우리는 부검 사진을 게시해 왔는데 그것은 어떻게 생겼는지 말하기 어렵다."고 말했다.
<캘리포니아 선데이(California Sunday)> 2015년 특집에 따르면 애벗 교수는 2010년에 로빈 톰슨과 로마 에건(Roma Egan)의 딸 레이첼과 결혼했다고 한다.
2017년 12월에 애벗 교수는 DNA 추출을 위한 개발 단계에 적절한 3개의 훌륭한 머리카락을 시신의 석고 흉상에서 찾아냈으며 이것을 애들레이드 대학교의 호주 고대 DNA 센터에 제출했다고 발표했다. 결과를 처리하는데는 전하는 바에 따르면 1년 정도 걸린다고 한다. 2018년 2월에 애들레이드 대학교 연구 팀은 서머튼 남성의 머리카락 표본에서 미토콘드리아 DNA에 관한 높은 선명도의 분석을 얻었다. 그들은 서머튼 남성과 그의 모계가 하플로그룹 H4a1a1a에 속해 있는데 유럽인들 중에선 겨우 1%에 해당한다고 한다.
2019년 10월에 비키 채프만(Vickie Chapman) 법무장관은 분석 목적으로 DNA 채취를 위해 서머튼 남성의 시신 발굴 승인을 승인했다. 분석에 흥미를 느낀 당사자들은 비용을 부담하는데 동의했다. 서머튼 남성과 그의 손녀로 추정되는 인물의 DNA가 일치하는지 아닌지 비교할 계획이라고 한다.

## <60분>에서의 조사
2013년 11월에 '제스틴'의 친척들이 오스트레일리아의 방송국 채널 나인에서 방영하는 시사 프로그램 <60분>과 인터뷰를 했다. 제시카와 프로스퍼 톰슨의 딸 케이트 톰슨(Kate Thomson)은 그녀의 어머니가 경찰과의 인터뷰에서 거짓말을 했다고 말했는데 제시카 톰슨은 서머튼 남성의 신원을 알고 있으며 "그는 경찰보다 더 높은 사람이란다."라고 말했다고 한다. 톰슨의 아버지는 1995년에 사망했고 어머니 또한 2007년에 사망했다고 한다. 그녀는 자신의 어머니와 서머튼 남성 둘 다 스파이였고 제시카 톰슨은 이주민들에게 영어를 가르치긴 했지만 공산주의에 관심을 갖고 있었고 러시아어를 할 줄 알았지만 그녀는 그녀의 딸에게 그걸 배운 곳이나 그 이유를 공개하진 않았을 것이라고 했다.
로빈 톰슨의 미망인인 로마 에건(Roma Egan)과 그들의 딸 레이첼 에건(Rachel Egan)도 <60분>에 출연하여 서머튼 남성이 로빈의 아버지였고 그러므로 레이첼의 할아버지일 가능성을 제시했다. 에건스는 존 라우 법무장관에게 서머튼 남성의 시신 발굴과 DNA 테스트를 위한 새로운 신청서를 제출했다고 발표했다. 데렉 애벗 또한 에건스를 지원하기 위해 나중에 라우 장관에게 편지를 보내 DNA 테스트를 위한 발굴은 전쟁 무덤에서 군인들의 신원을 밝히는 연방 정부 정책과 일치하며 그들의 가족에게 종결을 주어야 한다고 말했다. 케이트 톰슨은 발굴이 자신의 오빠에게 무례할 수 있다고 반대하였다.
그 밖에 대한민국의 케이블 방송국 XTM에서 방영한 잡식남들의 히든카드 M16 15회에 출연한 프로파일러 염건령 교수는 죽은 남성의 귀가 뭉개진 귀를 하고 있는데 이것은 주로 레슬링이나 삼보 같은 근접 타격 무술을 배운 사람들에게서 나타나는 특징으로 아마 이 남성도 그런 무술을 배웠을 가능성이 있다고 주장했다. 그리고 1948년 당시 오스트레일리아에는 그런 투기 종목 무술이 성행하지 않았고 그 당시에 주로 그런 무술이 성행했던 나라는 소련이었으므로 역시 죽은 남성이 소련 출신 스파이일 가능성이 높다고 주장했다.

## 신원 확인
그러다가 2022년 7월 26일에 애들레이드 대학교 데렉 애벗 교수 팀에 의해 신원이 확인되었다. 애벗 교수는 그와 족보학자 콜린 피츠패트릭(Colleen Fitzpatrick)은 서머튼 해안의 남성을 1905년 11월 16일에 멜버른 근교의 풋츠크레이(Footscray)에서 리처드 오거스트 웹(Richard August Webb)과 엘리자 에밀리아 모리스 그레이스(Eliza Amelia Morris Grace) 사이 6자녀 중 막내로 태어난 전기 엔지니어이자 기구 제작자 카를 찰스 웹(Carl "Charles" Webb)으로 결정했다고 발표했다.
애벗 교수는 1940년대 후반에 사우스오스트레일리아 경찰에 의해 만들어진 석고 데스마스크에서 발견된 모발 가닥들의 DNA 감식을 주장했다. 유전자 계보학 조사를 통해 웹의 두 사촌 형제 후손들과 부계와 모계 양쪽에서 유전적 일치성이 발견되었고 이는 서머튼 해안의 남성이 웹이거나 그의 형제일 높은 가능성을 나타낸다.
웹은 빅토리아주에서 거주했으며 그의 집에서 차로 20분 거리에 토마스 킨(Thomas Keane)이라는 이름의 매부가 살고 있었는데 서머튼 남성이 착용한 몇몇 의류에서 발견된 이름들이 해명된다. 웹의 사망 기록은 없으며 그의 마지막 기록은 1947년 4월로 거슬러 올라가는데 그 때 그는 그의 아내 도로시 도프(Dorothy Doff)[혼전 성 로버트슨(Robertson)]와 헤어진 후 그녀와 이혼 소송을 진행했다. 1951년에 도로시는 전하는 바에 따르면 애들레이드에서 144 km 떨어진 사우스오스트레일리아주 뷰트에서 살고 있었다고 한다.
애벗 교수에 따르면 웹은 그녀를 추적하려고 시도했을 가능성이 있다고 했다. 애벗의 연구에 따르면 웹은 경마에 배팅하는 것을 즐겼으며 따라서 암호 메시지는 말의 이름일 가능성을 나타냈다. 웹은 또한 시를 좋아했으며 몇몇 자작시를 쓴 적이 있었다고 하니 루바이야트 사본에 대해서도 설명이 된다. 그러나 2022년 7월까지 웹의 아직 살아 있는 친척들 중에 누구도 그를 아는 사람이 없었고 사망 직전 사진도 알려진 것이 없었다.
여전히 조사 중인 사우스오스트레일리아 법의학팀은 답변을 거부했다. 사우스오스트레일리아 경찰은 결과를 확정하진 않았으나 그들은 "조심스럽게 이것이 돌파구를 제공할 것이라고 낙관한다."고 진술했다. 며칠 후 ABC는 제2차 세계대전 중에 포로로 죽은 웹의 형제 로이 웹(Roy Webb)의 사진을 게시하여 서머튼 해안의 남성과 닮았다고 주장했다.

## 타임라인
- 1900년 2월 8일 : 서머튼 남성으로 추정되었던 H.C 레이놀드가 오스트레일리아 태즈메이니아주에서 태어났다.
- 1905년 경 : 검시관의 보고서에 따르면 서머튼 남성이 태어났다.
- 1906년 4월 : 알프레드 복살이 영국 런던에서 태어났다.
- 1912년 10월 16일 : 프로스퍼 톰슨이 퀸즐랜드 도심에서 태어났다.[91]
- 1918년 2월 28일 : H.C 레이놀드의 신분증이 발급되었다.
- 1921년 : 제시카 하크니스가 뉴사우스웨일스주 매릭빌(Marrickville)에서 태어났다.[92]
- 1936년 : 프로스퍼 톰슨이 뉴사우스웨일스주 블랙타운(Blacktown)에서 빅토리아주 멜버른으로 이사했고 멜버른의 동남쪽 교외 멘톤(Mentone)에서 결혼해 살았다.[91]
- 1945년 8월 : 제시카 하크니스가 시드니의 클리프턴 가든스 호텔(Clifton Gardens Hotel)에서 한 잔 하면서 알프레드 복살에게 그가 현역 시절에 해외로 파견되기 전에 'JEstyn'이라고 새겨진 루바이야트 사본을 건넸다.
- 1946년 10월 경 : 제시카 하크니스의 아들 로빈이 수태되었다.(정상 임신 기간으로 추정)
- 1946년 말 : 하크니스가 멘톤으로 이주하여 일시적으로 그녀의 부모와 함께 거주했다.[93](프로스퍼 톰슨이 그 자신과 그 당시의 새 아내가 10년 전에 세웠던 멜버른 교외와 같은 곳이다.)
- 1947년 초 : 하크니스가 사우스오스트레일리아주 애들레이드 교외로 이사하고 그녀의 성을 미래의 남편 성인 톰슨으로 바꾸었다.
- 1947년 7월 : 로빈 톰슨이 태어났다.[93]
- 1948년 1월 15일 : 알프레드 복살이 그의 마지막 전시 근무를 마치고 시드니로 돌아와 1948년 4월에 전역했다.[93]
- 1948년 7월 : 글레넬그 모슬리 스트리트의 렌터카 소유주 프로스퍼 맥타가트 톰슨(Prosper McTaggart Thomson)이 자동차 판매 분쟁의 피고로서 애들레이드 지방법원에 나타났는데 그 판매 업체는 프로스퍼 톰슨이 1947년부터 애들레이드에서 활동하면서 1947년 11월에 설립한 것이다.[94]
- 1948년 11월 30일 오전 8시 30분~10시 50분 : 서머튼 남성이 기차를 타고 애들레이드에 도착했을 것으로 추정된다. 그는 헨리 해변으로 가는 오전 10시 50분 발 기차 표를 샀지만 사용하지 않았다. 이 티켓은 오전 6시 15분부터 오후 2시까지 발권된 단 3장의 티켓 중 처음으로 판매된 것이었다고 헨리 해변행 기차 티켓 점원이 진술했다.
- 8시 30분~10시 50분 사이 : 서머튼 남성이 3시간 동안 뭘 했는지 만족스러운 설명이 없다. 애들레이드 기차역 목욕탕 시설을 이용했다는 기록이 없으며 역 외부의 공공 목욕탕을 방문했을 것으로 보이는 티켓도 그의 호주머니엔 없다.
- 11시~11시 15분 사이 : 기차역 짐 보관소에 갈색 여행가방을 맡겼다.
- 11시 15분 이후 : 기차역 맞은편 노스 테라스(스트라스모어 호텔 앞쪽) 남쪽에서 출발하는 11시 15분에 발차하는 7d 버스 표를 샀다. 그의 티켓이 기차역과 사우스 테라스 사이에서 판매된 9개 중 6번째였기에 나중에 시내 다른 곳에서 탑승했을 수도 있다; 그러나 그에겐 그의 여행가방을 맡길 수 있는 가장 빠른 시간에서 겨우 15분 정도의 틈만이 있었다.(수하물 보관소는 버스 정류장에서 60m 지점에 있었다.) 그가 어느 버스 정류장에서 내렸는지는 알려지지 않았다; 버스는 오전 11시 44분에 서머튼 파크에 종착했으며 문의 결과 그는 마땅히 글레넬그에서 내렸고 세인트 레오나드 호텔(St. Leonard's hotel)에서 짧은 거리에 있었다.[95] 이 버스 정류장은 그의 시신이 발견된 곳에서 400m 떨어진 곳에 있었던 제시카 톰슨의 주소 모슬리 스트리트 북쪽과 1km 미만 거리에 있었다.
- 오후 7시~8시 : 많은 증인들이 그를 목격했다.
- 오후 10시~11시 : 사망 시각을 기준으로 패스티를 먹은 것으로 추정되는 시간.
- 12월 1일 새벽 2시 : 사망 추정 시각. 앰뷸런스로 후송되는 동안에 사후 경직 상태에 따른 '빠른 의견'에 의해 추정되었다. 자살이 의심되긴 하지만 정확한 시간을 만들려는 결정을 하려는 시도는 없었다. 독극물이 경직의 진행에 영향을 미치기 때문에 새벽 2시는 아마도 부정확할 것이다.
- 오전 6시 30분 : 존 라이온스(John Lyons)와 말과 함께 있었던 2명의 남자에 의해 시신 발견.
- 1949년 1월 14일 : 애들레이드 기차역에서 그 남자의 소유였던 갈색 여행가방 발견.
- 6월 6일~14일 : 숨겨진 바지의 시계용 작은 주머니에서 '타맘 슈드'라고 적힌 종이 쪽지 발견.
- 6월 17일~21일 : 검시관의 조사[96]
- 7월 26일 : 글레넬그에 사는 여성(제시카 톰슨, 결혼 전 하크니스)이 전화번호부에 등록되지 않은 전화번호에 의해 추적되었다. 폴 로슨(Paul Lawson)에 의해 석고 흉상이 공개되었는데 그녀는 그 남자를 알프레드 복살 혹은 다른 사람이라고 하며 신원을 확인해주지 않았다. 그 날 로슨의 일기장은 그녀의 이름을 '톰슨 여사'라고 하는 것으로 시작되었는데 그녀가 '훌륭한 몸매'를 지녔고 서머튼 남성과 불륜의 가능성을 인정할 '매우 용인 가능한'(매력적인 단계를 나타냄) 수준이었다고 했다. 그녀는 1948년에 27세였다. 이후 인터뷰에서 로슨은 그 날 그녀의 행동이 매우 특이했다고 설명했다. 그녀는 기절할 듯 보였다.[97] 제시카 하크니스는 그녀의 남편이 그녀가 알프레드 복살과 아는 사이라는 걸 알게 되는 걸 원하지 않았기 때문에 자신의 실명을 숨겨줄 것을 요청했다. 비록 그녀가 사실 그 당시엔 결혼하지 않았지만, 그녀가 경찰에게 준 이름은 제시카 톰슨이었고 그녀의 실명은 2002년까지 밝혀지지 않았다.[39]
- 7월 27일 : 시드니의 형사들이 살아 있는 알프레드 복살을 찾아내 인터뷰 함.
- 1950년 초 : 프로스퍼 톰슨의 이혼이 마무리 됨.
- 1950년 5월 : 제시카와 프로스퍼 톰슨이 결혼함.
- 1950년대 : 루바이야트가 분실됨.
- 1953년 5월 18일 : 서머튼 남성과 동일인으로 유력하게 거론되었던 H.C 레이놀드가 사망함.
- 1958년 3월 14일 : 검시관의 조사가 계속됨. 톰슨과 알프레드 복살은 말하지 않음. 새로운 기록이 발견되지 않았고 조사는 무기한 연기됨.[98]
- 1986년 : 서머튼 남성의 갈색 여행가방과 내용물이 '더 이상 필요하지 않다'는 이유로 처분됨.
- 1994년 : 빅토리아주 대법원장 존 하버 필립스(John Harber Phillips)가 증거를 연구하고 독살은 디기탈리스로 인한 것이라고 결론을 내렸다.
- 1995년 4월 26일 : 프로스퍼 톰슨 사망.
- 1995년 8월 17일 : 알프레드 복살 사망.
- 2007년 5월 13일 : 제시카 톰슨 사망.
- 2009년 3월 : 로빈 톰슨 사망.
- 2019년 10월 14일 : 사우스오스트레일리아주 법무장관이 서머튼 남성의 DNA 샘플 채취를 위한 발굴을 조건부로 승인함.[99]
- 2022년 7월 26일 : 애들레이드 대학교 데렉 애벗 교수 팀이 사망자의 신원을 1905년 풋츠크레이 태생의 엔지니어 카를 찰스 웹으로 확정함.

## 1945~1949년까지 유사한 혹은 관련이 있을 가능성이 있는 사건들

### 조지 조셉 마샬
서머튼 남성이 죽기 3년 전인 1945년 6월에 34세의 싱가포르인 조지 마샬(태어났을 때 이름은 조셉 사울 하임 마샬(Joseph Saul Haim Mashal))이 모스만(Mosman)의 애쉬턴 파크(Ashton Park)에서 죽은 채로 발견되었는데 그의 가슴에 오마르 하이얌의 루바이야트 사본이 펼쳐진 채로 있었다. 애쉬턴 파크는 클리프턴 가든스와 바로 가까이에 있다. 마샬의 죽음은 독극물에 의한 자살로 믿어졌고 하크니스가 복살에게 루바이야트 사본을 건네주기 두 달 전에 발생하였다. 마샬의 형 데이비드 마샬(David Marshall)은 이후 싱가포르의 초대 수석 장관이 되었다. 조사는 1945년 8월 15일에 열렸다. 궤네스 도로시 그레이엄(Gwenneth Dorothy Graham)이 조사에서 증언했는데 13일 후에 욕조에서 나체로 얼굴을 엎드린 채로 죽은 채 발견되었는데 그녀의 손목이 절단되어 있었다.

### 마그노손 일가
1949년 6월 6일에 서머튼 파크 해안에서 대략 20km(12마일) 떨어진 라그스 만 모래 언덕 안 자루 안에서 2살배기 클라이브 마그노손(Clive Mangnoson)이 발견되었다. 그의 의식이 없는 아버지 케이스 발데마르 마그노손(Keith Waldemar Mangnoson)이 그 옆에 누워 있었다. 아버지는 체온 저하로 인한 고통 때문에 매우 약한 컨디션으로 병원에 후송되었고 건강 검진 이후 그는 정신병원으로 후송되었다. 마그노손 부자는 4일 동안 실종 상태였다고 한다. 경찰은 클라이브가 그의 시신이 발견되었을 때 사망한 지 24시간이 경과했다고 추정했다. 두 사람은 라그스 만에 사는 닐 맥레이(Neil McRae)에 의해 발견되었는데 그는 전 날 밤 꿈에서 두 사람이 있는 장소를 보았다고 주장했다. 검시관은 비록 어린 마그노손의 죽음이 자연사라고는 추정하지 않았으나 그의 사인을 확정하지 못했다. 소년의 위장 속 내용물은 추가 조사를 위해 정부의 분석가에게 보내졌다.
죽음 이후 소년의 어머니인 로마 마그노손(Roma Mangnoson)은 마스크를 쓴 남자에게 위협을 받았다고 증언했는데 그는 라그스 노스 칩사이드 스트리트(Cheapside Street)에 있는 그녀의 집 바깥에서 거의 그녀를 칠 뻔했던 낡은 크림색 차를 몰았다고 한다. 마그노손은 그 차가 멈췄고 얼굴에 카키색 손수건을 쓴 남자가 그녀에게 '경찰이나 다른 사람한테서 떨어져!'라고 말했다고 증언했다. 추가로 닮아 보이는 남자가 최근에 집 주변에 숨어 있는 것을 봤다고 했다. 마그노손은 이 상황이 그녀의 남편이 서머튼 남성의 신원을 밝히려는 시도와 관련이 있다고 말하며 서머튼 남성을 1939년에 렌마크(Renmark)에서 함께 일했던 칼 톰슨(Carl Thompsen)이라고 추정했다. 경찰에게 자신의 괴롭힘에 대해 인터뷰한 직후 마그노손은 쓰러져서 치료를 받아야 했다.
라그스 노스 진보 협회(Largs North Progress Association)의 총무 J.M 가워(J. M. Gower)는 만약 그가 간섭을 하면 마그노손 부인이 사고를 당할 것이라고 위협하는 익명의 전화를 받았고 동시에 포트 애들레이드의 시장 대행 A.H 커티스(A. H. Curtis)도 만약 그가 마그노손의 불륜에 참견하면 사고를 당할 것이라고 위협하는 3통의 익명으로 온 전화를 받았다. 경찰은 그 전화가 아마도 장난전화이며 전화를 건 사람은 아마도 최근에 끔찍한 환경 속에서 남편을 잃었던 여성을 공포에 떨게 했던 인물과 동일인이라고 의심했다.

## 언론의 반응
애들레이드의 두 지역 일간지 <디 애드버타이저(The Advertiser)>와 <더 뉴스(The News)>는 다른 방식으로 죽음을 취재했다. 그 당시 조간신문이었던 <디 애드버타이저>는 1948년 12월 2일 발행본 3면에 사건에 대해 언급하는 작은 기사를 보도했다. 제목은 '해변에서 시신이 발견되다'였고 기사 내용은 이렇다.
```
페이넘(Payneham) 아서 스트리트(Arthur St)의 대략 45세 정도의 E.C 존슨으로 추정되는 시신이 어제 저녁에 절름발이 어린이집 맞은편의 서머튼 해변에서 발견되었다. 발견은 서머튼의 화이트 로드(Whyte Rd)에 사는 J.라이온스 씨에 의해 이루어졌다. H. 스트랭웨이(H. Strangway) 형사와 J.모스(J. Moss) 순경이 조사 중이다.
[
54
]
```

석간 신문인 <더 뉴스>는 1면에 그 남자의 이야기를 실었고 죽은 남자에 대해 더 자세한 사항을 제공했다.
1949년 6월에 한 저널리스트가 루바이야트의 구절을 인용하며 '서머튼 남자는 추측을 제외하고 잔이 비었을 것이라고 확신한 것으로 보인다."고 썼다. 사설에선 이 사건을 '호주에서 가장 엄청난 미스터리 중 하나'라고 불렀고 만약 그가 희귀하고 잘 알려지지 않은 독극물에 의해 죽었다면 그건 독성학 전문가에 의해 확인될 수 없었고 분명히 범인의 독극물에 대한 선진적인 지식은 한낱 국내 독극물보다 더 심각한 무언가를 가리켰다.

## 같이 보기
- 이스다렌의 여인
- 페터 베르크만 사건

### 내용주
1. ↑  페르시아어로 끝, 종결이란 뜻이다.
2. ↑  영국식 영어 단어인데 앞이 트여 있지 않아서 머리 위에서부터 끌어당겨 입는 울·면 스웨터를 말한다.
3. ↑  1948년 당시에 신사들이 모자를 착용하지 않는 것은 일반적이지 않은 모습이었다고 한다.
4. ↑  영국 요리 중 하나로 만두처럼 고기와 채소로 소를 넣어 만든 작은 파이를 말한다.
5. ↑  진정제·최면제로 쓰이는 약물
6. ↑  후에 이 T.Keane이란 이름은 사망자의 처남인 토마스 킨으로 밝혀졌다.
7. ↑  디기탈리스의 씨와 잎으로 만든 강심제
8. ↑  열대 아프리카산(産)의 협죽도과(科) 식물 Strophanthus gratus의 씨나, Acokanthera schimperi 목부(木部)에서 채취되는 백색·결정성(結晶性) 분말의 배당체(配糖體); 강심제용.
9. ↑  알프레드 복살은 1906년 4월 16일에 런던에서 태어났으며 1942년 1월 12일에 오스트레일리아 육군에 입대했고 1948년 4월 12일까지 전역하지 않았다고 한다.
10. ↑  1947년 7월에 제시카 '제스틴' 하크니스는 멜버른에서 그녀의 아들 로빈을 낳았는데 그 시점에서 그녀는 결혼하지 않았다. 얼마 지나지 않아 그녀는 애들레이드로 이주했고 미래의 남편인 프로스퍼 톰슨의 성으로 전화번호부에 등재되었다. 그들은 동거했을 수도 있고 안 했을 수도 있다. 제시카 톰슨과 경찰 사이의 대화에 따르면 그녀가 "결혼했다" 혹은 "최근에 결혼했다."고 말했다고 한다. 경찰이 1949년에 그녀가 미혼이라는 걸 알았다는 증거는 없다. 그러나 경찰은 그녀의 가정 준비에 관해 그들에게 일반적으로 흥미로웠던 종류의 정보를 통해 눈치채고 있었다. 프로스퍼 톰슨이 첫 번째 아내와의 이혼이 1950년 초에 마무리되자 제시카와 프로스퍼 톰슨은 1950년 5월에 결혼했다.
11. ↑  영국에서 실시했던 제도인데 구민법(救民法)에 따라 사망한 사람이 연고가 없거나 사망자의 유산 혹은 친척이 장례식 비용을 충당할 수 없을 때 국가에서 돈을 내어 장례식을 치르게 해주었다. 이를 빈민의 장례식이라고 한다.
12. ↑  이름은 이니셜로 H.C 레이놀드라고 쓰는 경우도 있다. 영어 위키백과엔 H.C 레이놀드로 작성되어 있다.
13. ↑  H.C 레이놀드는 1900년 2월 8일 생이며 이 타맘 슈드 사건 당시 그의 나이는 만 48세였다. 그의 국적은 영국이지만 출생지는 오스트레일리아 태즈메이니아주였다고 한다. 레이놀드가 태어났을 당시에 오스트레일리아는 아직 대영제국의 식민지였기에 자연스럽게 영국 국적이 부여된 것이다.
14. ↑  미토콘드리아 DNA 하플로그룹 H4의 경우 주로 이베리아반도에서 자주 나타나며 영국과 아일랜드에서도 인구의 1~5% 정도 나온다고 한다. 신석기 시대 이주와 연관이 있다고 한다.
15. ↑  마그노손은 1914년 5월 4일에 애들레이드에서 태어났고 1941년 6월 11일에 이등병으로 입대하여 1945년 2월 7일에 전역하기까지 오스트레일리아 육군에서 복무하였다.World War II Nominal Roll, "Mangnoson, Keith Waldemar" 보관됨 2016-03-04 - 웨이백 머신
16. ↑  맥레이는 1915년 5월 11일에 사우스오스트레일리아주 굿우드(Goodwood)에서 태어났다.World War II Nominal Roll, "McRae, Neil" 보관됨 2016-05-13 - 웨이백 머신.

### 참고주
1. 1 2  Dash, Mike (2011년 8월 12일). “The Body on Somerton Beach”. 《Smithsonian》. 2013년 12월 27일에 원본 문서에서 보존된 문서. 2015년 7월 18일에 확인함.
2. 1 2 3  The News, "Dead Man Found Lying on Somerton Beach", 1 December 1948, p. 1
3. 1 2 3 4 5  Orr, S. "Riddle of the End", The Sunday Mail, 11 January 2009, pp 71, 76
4. 1 2  Fettes, James (2013년 10월 29일). “Professor's 15-year search for answers seeks to crack the secret code to the death of the 'Somerton man' found on an Adelaide beach”. 《Herald Sun》. 2015년 6월 27일에 확인함.
5. ↑  “Top 10 Secrets Taken to the Grave”. 2019년 12월 6일에 원본 문서에서 보존된 문서. 2014년 12월 1일에 확인함.
6. 1 2 3 4 5  Clemo, M. "'Poisoned' in SA – was he a Red Spy?", Sunday Mail (Adelaide), 7 November 2004, p 76.
7. ↑  Cleland (1949), 9쪽.
8. ↑  Cleland (1949), 2쪽.
9. 1 2 3 4 5  Feltus (2010).
10. ↑  Cleland (1949), 12–13쪽.
11. 1 2 3 4  Officer in Charge, No. 3. C.I.B. Division, "Unidentified Body Found at Somerton Beach, South Australia, on 1st December 1948", 27 November 1959.
12. ↑  Fife-Yeomans, J. "The Man With No Name", The Weekend Australian Magazine, 15–16 September 2001, p 30
13. 1 2 3 4  Jory, R. (2000) "The dead man who sparked many tales", The Advertiser, 1 December 2000.
14. ↑  “Unsolved Death from 1948: The Somerton Man (The Taman Shud Case)”. 《Sometimes Interesting》. 2011년 6월 25일. 2015년 7월 28일에 확인함.
15. ↑  The News, "Five 'positive views' conflict", 7 January 1949, p. 3
16. ↑  Britten, Nick (2011년 2월 1일). “Top 10 uncracked codes”. 《The Daily Telegraph》. 2014년 1월 10일에 확인함. There were no clues as to his identity and dental records and fingerprints matched no living person.
17. ↑  The Advertiser, "Somerton Body Embalmed", 11 December 1948, p. 2
18. ↑  The Advertiser, "Somerton Mystery Clue", 15 January 1949, p.1
19. 1 2 3 4  The Advertiser, "Definite Clue in Somerton Mystery", 18 January 1949, p.1
20. ↑  The News, "Marks May Be Clue To Beach Body", 15 January 1949, p. 8
21. ↑  The Mail, "Cotton May Be Clue To Mystery", 15 January 1949, p. 6
22. 1 2  The Advertiser, "'Unparalleled Mystery' Of Somerton Body Case", 11 April 1949
23. ↑  Cleland (1949), 23쪽.
24. ↑  Maguire, S. "Death riddle of a man with no name", The Advertiser, 9 March 2005, p. 28
25. ↑  The News, "Five 'Positive' Views Conflict", 7 January 1949, p. 12
26. ↑  James Fettes (2013년 10월 29일). “Professor's 15-year search for answers seeks to crack the secret code to the death of the 'Somerton man' found on an Adelaide beach”. HeraldSun. 2017년 6월 30일에 확인함.
27. 1 2  “15 Jun 1949 – INQUEST TO OPEN ON BODY OF UNKNOWN MAN – ADELAIDE”. 《The Canberra Times》. 1949년 6월 15일. 2015년 6월 27일에 확인함 – Trove 경유.
28. 1 2 3 4 5 6 7  The Advertiser, "Curious aspects of unsolved beach mystery", 22 June 1949, p. 2
29. 1 2  Cleland (1949), 1–3쪽.
30. ↑  Cleland (1949), 42–44쪽.
31. ↑  The Advertiser, "Possible Clue in Somerton Body Case", 23 July 1949, p. 1
32. 1 2 3  The Advertiser, "Cryptic Note on Body", 9 June 1949, p. 1
33. 1 2 3  The Advertiser, "New Clue in Somerton Body Mystery", 25 July 1949, p. 3
34. ↑  Feltus (2010), 105쪽.
35. 1 2  The Advertiser, "Police Test Book For Somerton Body Clue", 26 July 1949, p. 3
36. 1 2 3 4 5  The Advertiser, "Army Officer Sought to Help Solve Somerton Body Case", 27 July 1949, p. 1
37. 1 2 3 4  Inside Story, presented by Stuart Littlemore, ABC TV, screened at 8 pm, Thursday, 24 August 1978.
38. ↑  “No Sydney Clue to Dead Man Found at Somerton, S.A.”. 《The Canberra Times》. 1949년 7월 28일.
39. 1 2 3  Feltus (2010), 178–179쪽.
40. 1 2 3 4 5  “The Somerton Man”. 60 Minutes. 2013년 11월 21일. 2013년 11월 28일에 원본 문서에서 보존된 문서., direct link
41. 1 2 3  Penelope Debelle, The Advertiser (SA Weekend Supplement) "A Body, A Secret Pocket and a Mysterious Code". 1 August 2009
42. 1 2 3  Lewes, J. (1978) "30-Year-Old Death Riddle Probed In New Series", TV Times, 19–25 August 1978.
43. ↑  Feltus (2010), 178쪽.
44. ↑  “Jessica Thomson's reaction to the dead man's bust”. YouTube. 2010년 5월 23일에 확인함.
45. ↑  Feltus (2010), 177–178쪽.
46. ↑  Coghlan (2008), 235쪽.
47. ↑  The Advertiser, "Ex-Officer Found – And His 'Rubaiyat'", 28 July 1949, p. 1
48. ↑  “BOXALL ALFRED : Service Number – NX83331”. 《WW2 Military Records》. National Archives of Australia. 2021년 6월 2일에 원본 문서에서 보존된 문서. 2013년 12월 5일에 확인함.
49. ↑  Pyatt, D. Mystery of the Somerton Man 보관됨 8 9월 2007 - 웨이백 머신, Police Online Journal, Vol. 81, No. 4, April 2000.
50. ↑  The Advertiser (Adelaide), "This beat the Navy", 29 August 1949, p. 2
51. ↑  “Computational linguistic analysis of the Tamam Shud Cipher”. John Rehling. 2014년 8월 4일에 확인함.
52. 1 2  Phillips, J.H. "So When That Angel of the Darker Drink", Criminal Law Journal, vol. 18, no. 2, April 1994, p. 110.
53. 1 2 3  "Blast from the Past" 보관됨 23 11월 2008 - 웨이백 머신, South Australian Police Historical Society. Retrieved 30 December 2008
54. 1 2  “Body Found on Beach.”. 《The Advertiser》 (Adelaide). 1948년 12월 2일. 3면. 2013년 8월 21일에 확인함 – National Library of Australia 경유.
55. ↑  “Dead Man Walks into Police H.Q.”. 《The News》: 2. 1948년 12월 2일.
56. ↑  The Advertiser, "Dead man still unidentified", 3 December 1948
57. ↑  "Mystery of Body on Beach", The News, 3 December 1948, p. 1
58. ↑  The Advertiser, "Somerton Beach body mystery", 4 December 1948, p. 1
59. ↑  The Advertiser, "Still no clue to Somerton mystery", 6 December 1948, p. 3
60. ↑  The Chronicle (Adelaide), "Somerton Mystery Still Unsolved", 13 January 1949, p. 4
61. ↑  The Advertiser "Body Again Identified as Woodcutter" 11 January 1949 Page 3
62. ↑  The Advertiser, "Somerton body said to be that of wood cutter", 7 January 1949, p 1
63. ↑  The Advertiser, "Identity of body still in doubt", 10 January 1949, p.11
64. ↑  The Advertiser, "Two More 'Identify' Somerton Body", 31 January 1949, p. 1
65. ↑  The Advertiser, "Somerton Body may be that of station hand", 19 January 1949, p.1
66. ↑  '“Body again "identified"”. 《The News》 52 (7,957) (Adelaide). 1949년 2월 4일. 13면. 2017년 5월 22일에 확인함 – National Library of Australia 경유.
67. ↑  The Argus "Mystery of dead man on beach: was he a Victorian?" 25 January 1949 Page 5
68. ↑  The Argus "Body on Beach Mystery Deepens" 9 February 1949 p. 5
69. ↑  Feltus (2010), 83쪽.
70. ↑  Barrier Miner, "Clue to S.A. Mystery", 10 November 1953, Page 1
71. ↑  “hc reynolds”. 2015년 1월 2일. 2018년 7월 10일에 원본 문서에서 보존된 문서. 2018년 12월 1일에 확인함.
72. 1 2  Is British seaman's identity card clue to solving 63-year-old beach body mystery? The Advertiser 20 November 2011 Pg 4–5
73. ↑  Pelling, Nick (2013년 3월 15일). “Sorry, The Unknown Man is (very probably) not H.C. Reynolds”. 《Cipher Mysteries》. 2018년 11월 30일에 원본 문서에서 보존된 문서. 2018년 11월 30일에 확인함.
74. ↑  “Cemetery Records Search”. 《Millingtons Funeral Directors & Cemetery Managers》. Tasmania, Australia. 2018년 12월 4일에 확인함. Search for Horace Charles REYNOLDS.
75. ↑  “Mystery of Somerton Man:The Taman Shud Case”. 2018년 2월 28일.
76. 1 2  Stateline South Australia, "Somerton Beach Mystery Man", Transcript, Broadcast 27 March 2009. 보관됨 4 3월 2016 - 웨이백 머신. Retrieved 27 April 2009.
77. ↑  Stateline South Australia, "Somerton Beach Mystery Man", Transcript, Broadcast 15 May 2009. 보관됨 16 2월 2016 - 웨이백 머신. Retrieved 3 August 2009.
78. ↑  “Timeline of the Taman Shud Case”. Professor Derek Abbott. 2010년 4월 20일에 확인함.
79. ↑  Emily Watkins "We may never know" The Advertiser 16 October 2011 Pg 37
80. ↑  Watkins, Emily (2013년 7월 16일). “After 65 years, new picture could reveal Unknown Man's identity | News.com.au”. news.com.au. 2013년 7월 16일에 원본 문서에서 보존된 문서. 2013년 7월 17일에 확인함.
81. ↑  Wood, Graeme. “The Lost Man”. 《California Sunday》. 2020년 6월 1일에 원본 문서에서 보존된 문서. 2015년 6월 4일에 확인함.
82. ↑  “How the Somerton Man played cupid from the grave”. 2017년 12월 14일. 2018년 12월 1일에 확인함.
83. ↑  Klein, Alice. “Who was the Somerton Man? Solving Australia's coldest case”. 2018년 12월 1일에 확인함.
84. ↑  “An immaculate corpse, a secret code and Australia's strangest cold case”. 《7NEWS.com.au》 (영어). 2019년 10월 14일. 2020년 7월 22일에 확인함.
85. 1 2  Castello, Renato (2013년 11월 23일). “New twist in Somerton Man mystery as fresh claims emerge”. 《Herald Sun》. 2013년 11월 26일에 확인함.
86. 1 2 3 4  Keane, Daniel; Marchant, Gabriella (2022년 7월 26일). “Somerton Man identified as Melbourne electrical engineer, researcher says”. ABC. 2022년 7월 26일에 확인함.
87. 1 2 3 4  Whiteman, Hilary (2022년 7월 26일). “Somerton man mystery 'solved' as DNA points to man's identity, professor claims”. CNN. 2022년 7월 26일에 확인함.
88. ↑  Walter, Riley; Sulda, Dixie (2022년 7월 26일). “Somerton Man mystery 'solved' as Adelaide uni researcher names body on beach”. 《The Advertiser》. 2022년 7월 26일에 확인함.
89. ↑  Statement regarding Somerton Man 보관됨 2022-07-29 - 웨이백 머신, South Australian Police, 27 July, 2022
90. ↑  Opie, Rebecca (2022년 8월 2일). “Carl 'Charles' Webb's prisoner-of-war brother bears resemblance to Somerton Man”. 《ABC News》 (오스트레일리아 영어). 2022년 8월 3일에 확인함.
91. 1 2  Feltus (2010), 18쪽.
92. ↑  Feltus (2010), 20쪽.
93. 1 2 3  Feltus (2010), 26쪽.
94. ↑  The Advertiser (Adelaide), "Adelaide Local", 23 July 1948, p.5,
95. ↑  Photocopy of Detective Brown's notes 12 May 1987
96. ↑  Cleland (1949).
97. ↑  Feltus (2010), 108쪽.
98. ↑  Cleland (1958).
99. ↑  Debelle, Penelope. “Somerton Man cold case: SA Attorney-General Vickie Chapman grants conditional approval to exhume body”. 《www.adelaidenow.com.au》. 2019년 10월 18일에 확인함.
100. ↑  The Daily Mirror, "Copy of Omar Khayyam beside body", 13 August 1945
101. ↑  "Nude woman found drowned in bath", Melbourne Argus, 25 August 1945, p. 3
102. ↑  "Woman drowned in bath", The Sydney Morning Herald, 27 August 1945, p. 5
103. 1 2 3  The Advertiser, "Son Found Dead in Sack Beside Father", 7 June 1949, p. 1
104. ↑  The Advertiser, "Mangnoson Admitted to Mental Hospital", 9 June 1949, p. 4
105. ↑  The Chronicle (Adelaide), "Tragic End To Four-day Search For Father And Son", 9 June 1949, p. 3
106. ↑  The Advertiser, "Dream Led Him to Child's Body", 7 June 1949, p. 1
107. ↑  The Advertiser, "Sequel to Largs Tragedy", 23 June 1949, p. 9
108. 1 2 3  The Advertiser, "Tamam Shud", 10 June 1949, p. 2